# Linux-libre
Linux-libre (libre = frei [in romanischen Sprachen]) ist ein Kernel, der rein aus freier Software besteht. Linux-libre ist eine abgewandelte Version des Linux-Kernels. Bei Linux-libre sind Software-Bestandteile entfernt, die nicht als Quelltext zur Verfügung stehen und/oder unter einer proprietären Lizenz stehen. Die vorkompilierten Teile des Kernels, die nicht als Quelltext zur Verfügung stehen, werden Binärblobs genannt. Typischerweise handelt es sich dabei um lizenzgeschützte Firmware, welche weitergegeben und verwendet, aber nicht verändert werden darf.

## Geschichte
1996 begannen die Entwickler des Linux-Kernels, zusätzlich zum eigenen Quelltext auch Blobs zu verwenden. 2006 begannen die ersten Arbeiten zu deren Entfernung mittels gNewSenses find-firmware und gen-Kernel. Die Distribution BLAG GNU/Linux führte diese Arbeit fort und veröffentlichte 2007 mit Linux-libre eine „entblobte“ Version des Kernels. Der Kernel Linux-libre wurde von der Free Software Foundation Latin America (FSFLA) herausgegeben, und von der Free Software Foundation (kurz FSF) als eine wertvolle Komponente für ein komplett freies Linux-Betriebssystem bestätigt. Im März 2012 wurde das Projekt ein GNU-Paket und wurde von Alexandre Oliva betreut.

## Entfernung proprietärer Firmware

### Methoden
Für den Entfernungsprozess wird ein Skript namens deblob-main benutzt, welches auf die Distribution gNewSense zurückgeht. Jeff Moe machte weiterführende Modifikationen für die Distribution BLAG. Neben deblob-main gibt es noch ein zweites Skript mit dem Namen deblob-check. Dieses dient der Überprüfung von Kernelquelltexten, Patches oder komprimierten Quelltexten und wird genutzt, um mögliche proprietäre Software zu finden.

### Effekte
Abgesehen vom primär beabsichtigten Effekt – eines nur mittels freier Software laufenden Systems – gibt es positive und negative Auswirkungen, die die Entfernung von solcher propiertären Gerätefirmware, welche es dem Nutzer nicht erlaubt, dessen Quelltext zu studieren oder zu modifizieren, mit sich bringt:
- Vorteil: Entfernung von Programmkomponenten, die schlechter auf Programmierfehler und damit potentiellen Sicherheitsprobleme überprüft werden können und somit möglicherweise schwerer zu entdeckende Sicherheitslücken enthalten oder gar böswillige Operationen (wie z. B. Backdoors) zulassen könnten. Es besteht gerade bei Firmware (unabhängig von der Lizenz) die Möglichkeit, durch Ausnutzen von Sicherheitslücken ein ganzes System zu kompromittieren. Selbst ein eigentlich harmlos erscheinender Programmfehler kann die Sicherheit eines ganzen laufenden Systems untergraben.[9]
- Nachteil der Entfernung proprietärer Firmware aus dem Kernel ist, dass es so zum völligen Funktionsverlust bestimmter Hardware kommen kann, solange es keine freie Firmware als Ersatz gibt. Zurzeit betrifft das meist Sound-, Grafik-, TV- und Netzwerkkarten (hier vor allem WLAN-Karten). Bei WLAN-Treibern gibt es teilweise freie Alternativen ohne geschützte Firmware,[10] wie z. B. ath5k und ath9k für Atheros-WLAN-Chips.

## Verfügbarkeit
Der Quelltext und kompilierte Pakete des entblobten Linux-Kernels sind direkt bei den Distributionen zu finden, die selbst Linux-libre Skripte nutzen. Freed-ora zum Beispiel ist ein Subprojekt, welches RPM-Pakete, basierend auf dem Fedora-Kernel, vorbereitet und diese pflegt. Es gibt auch vorkompilierte Pakete für Debian und dessen Derivate (z. B. Ubuntu).

## Distributionen

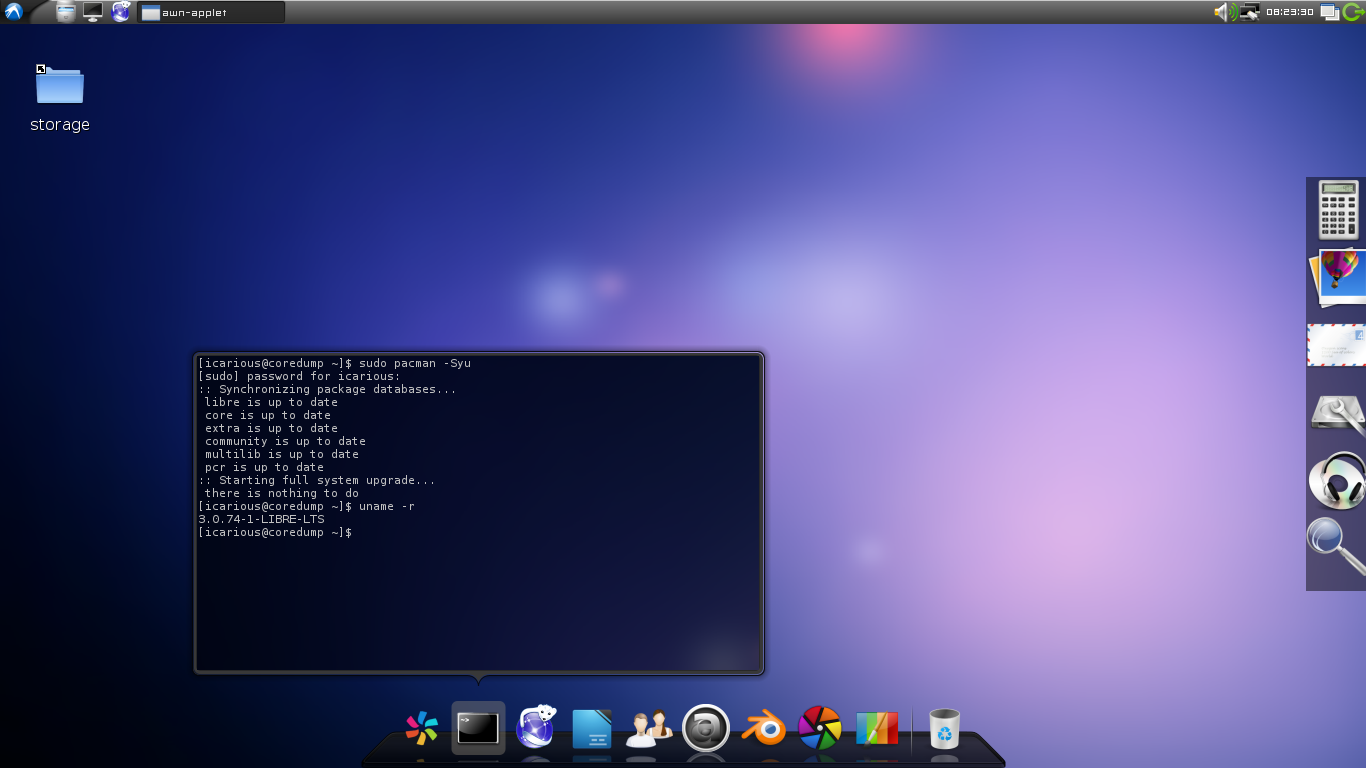
Parabola GNU/Linux-libre nutzt Linux-libre als Standardkernel.

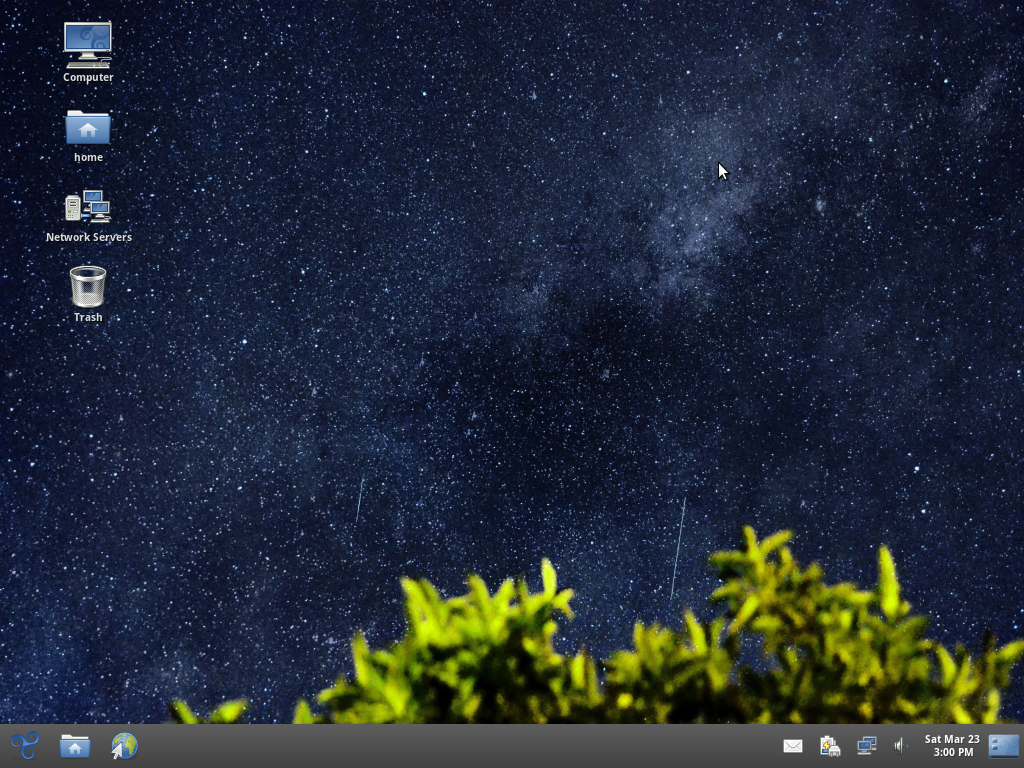
Trisquel implementiert 100 % freie Kernel basierend auf Linux-libre ab Version 2.1.

Distributionen, in denen Linux-libre als Standard eingesetzt wird:
- Dragora GNU/Linux[13]
- dyne:bolic[14]
- gNewSense
- Hyperbola GNU/Linux-libre
- Musix GNU+Linux[15]
- Parabola GNU/Linux-libre
- Trisquel
- Guix System[16]

Distributionen, mit Linux als Standardkernel und Linux-libre als mögliche Alternative:
- Canaima GNU/Linux[17]
- Gentoo Linux[18][19]